# 西東三鬼
西東 三鬼（さいとう さんき、1900年（明治33年）5月15日 - 1962年（昭和37年）4月1日）は、岡山県出身の日本の俳人。本名・斎藤敬直（さいとう けいちょく）。
歯科医として勤める傍ら30代で俳句をはじめ、伝統俳句から離れたモダンな感性を持つ俳句で新興俳句運動の中心人物の一人として活躍。戦後は「天狼」「雷光」などに参加し「断崖」を主宰。

## 経歴
岡山県苫田郡津山町大字南新座（現在の津山市南新座）、父・敬止、母・登勢の四男として生まれる。家は代々漢学者の家系。1906年、父死去、以後長兄の扶養を受ける。高等小学校時代は条虫にかかり虚弱であった。1918年には当時大流行したスペイン風邪で母が死去し、東京の長兄のもとへ移住。岡山津山中学校（現岡山県立津山高等学校）、青山学院中等部を卒業を経て、同高等部を中退。1921年、日本歯科医学専門学校（現日本歯科大学）に進学、1925年、同校を卒業。同年秋に結婚し、長兄在勤のシンガポールに渡り歯科医を開業。1928年、不況による反日運動の高まりと自身のチフス罹患のため帰国し、東京の大森で医院を開業する。1932年、埼玉の朝霞綜合診療所歯科部長に就任。自営を廃業。1933年、東京の神田共立病院歯科部長に就任。
1933年、医師業のかたわら、外来の患者の誘いにより俳句を始める。「三鬼」の号はこの時に即座のでたらめで作ったという（「サンキュー」のもじりだとしている文章もある）。同年中に紹介を受け、三谷昭らによって創刊されたばかりの新興俳句系の俳誌「走馬燈」に投句。翌年1月にはやくも同人に推され自選欄での発表を始めるが、1936年までは平行して「青嶺」「天の川」「ホトトギス」「馬酔木」「京大俳句」など各誌に投句している。これらの投句先は新興俳句系・伝統系さまざまであり、三鬼が特定の師につく考えがなかったことがわかる。1934年末、新興俳句系各誌の連絡機関として「新俳話会」を設立。のちに発展的に解消し「十士会」となる。
1935年3月、同人誌「扉」を創刊。4月、平畑静塔の招請で三谷昭らとともに「京大俳句」に参加。以後同誌を主な活動の場とし新興俳句運動の中心的な存在の一人となる。1937年、無季俳句の制作に没頭、特に戦争を主題とした句を多く作る。1938年、胸部疾患を再発、腰部カリエスを併発し一時危篤に陥るが、奇跡的に回復。これを機に医業を辞め、シンガポール時代からの知り合いを頼り小貿易商社の社員となる。1940年3月、「十士会」を母体として「天香」を創刊する。8月、いわゆる京大俳句事件に連座し検挙を受け、執筆活動停止を命じられ起訴猶予となる。以後、戦後まで5年間句作を中止。1942年、商社を退社し、妻子を東京に置いて単身で神戸に移住。翌年、のちに「三鬼館」と呼ばれることになる西洋館（生田区山本通）に住まいを移す。
1946年、栗林一石路、橋本夢道、石橋辰之助、日野草城、秋元不死男ら京大俳句事件および新興俳句弾圧事件の関係者らが結成した新俳句人連盟に1947年6月1日入会、その日は第二回総会の席であったが、三鬼は席上、日本民主主義文化連盟からの脱退を動議、総会は15対14白票1となり、三鬼の動議は否決され、入会当日に三鬼は連盟を脱退、富澤赤黄男らも三鬼に続くという分裂騒動を引き起こした。脱退翌年の1947年、石田波郷、神田秀夫と現代俳句協会を設立。この頃山口誓子の疎開原稿句集『激浪』に感銘を受けて誓子に近づき、1948年に誓子を擁して「天狼」を創刊。また鈴木六林男らの同人誌「雷光」に招聘され指導者として参加。12月、平畑静塔の世話で大阪女子医科大学附属香里病院（現関西医科大学香里病院）歯科部長に就任、2月に移っていた兵庫県加古郡別府町から大阪府北河内郡寝屋川町に移住する。1952年、「断崖」を創刊、主宰。 1956年、香里病院を辞し神奈川県三浦郡葉山町に移住、角川源義の斡旋で角川書店の総合誌『俳句』編集長に就任。翌年に辞職し俳人専業となる。1961年、胃癌を発病。年末に俳人協会の設立に参加。1962年4月1日、自宅で永眠。角川書店本社楼上にて初の俳壇葬が営まれた。墓所は津山市の天法輪山成道寺。没後に第2回俳人協会賞が贈られる。
1992年、故郷津山市で三鬼の業績を記念し「西東三鬼賞」が創設された。

## 作品
代表句に、
- 水枕ガバリと寒い海がある （『旗』）
- 算術の少年しのび泣けり夏 （『旗』）
- 白馬を少女瀆れて下りにけむ（『旗』）
- 中年や遠くみのれる夜の桃（『夜の桃』）
- おそるべき君等の乳房夏来（きた）る（『夜の桃』）
- 露人ワシコフ叫びて石榴打ち落す（『夜の桃』）
- 広島や卵食ふ時口ひらく（句集未収録、「俳句人」1947年）
- 頭悪き日やげんげ田に牛暴れ（『今日』）

などがある。異国でのボヘミアン的な生活を経て、遅れて30代で俳句の世界に身を投じたことから、従来の俳句的伝統の束縛を受けず自由な発想の句を多く作った。句材も基地や地下街、空港、異人といった新鮮な題材を好んでとりあげている。三鬼自身、ダンス、乗馬、ゴルフ、ギター、マンドリン、油絵などをよくし、口髭とベレー帽がトレードマークであったといい、五木寛之は「ヨーロッパの一神教的な発想からはとらえれられない混沌としたアジア的人間」と三鬼を評している。句法的にも伝統俳句の発想を嫌い、切れ字をあまり用いず直叙的な句が多いことを特徴とする。
戦時中は出征経験を持たないまま戦争を詠むいわゆる「戦火想望俳句」の連作を作り、新興俳句の一環として戦争を題材とした無季句の制作を推進したが、戦後は有季を基本とした作風に戻った。「神戸」「続神戸」「俳愚伝」などの自伝的散文も残しており、『冬の桃』というタイトルで小林桂樹主演でNHKテレビでドラマ化された（早坂暁脚本、全7回　1977年）。

## 著書
- 第1句集『旗』　三省堂、1940年
  - 『現代俳句』（第3巻）（河出書房、1940年）に「空港」が収められている。これはいわば『旗』の加除訂正版であり、『旗』収録作品209句のうち180句が収められ、新たに74句が追加されている[14]。
- 自註句集『三鬼百句』　現代俳句社、1948年
- 第2句集『夜の桃』　七洋社、1948年
- 第3句集『今日』　天狼俳句会、1952年
- 第4句集『変身』　角川書店、1962年
- 『西東三鬼全句集』　ニトリア書房、1972年
- 『神戸・続神戸・俳愚伝』　出帆社、1975年（改題し『冬の桃』　毎日新聞社、1977年）
  - 『神戸・続神戸・俳愚伝』　講談社〈講談社文芸文庫〉、2000年　ISBN 978-4061982123
  - 『神戸・続神戸』　新潮社〈新潮文庫〉、2019年　ISBN 978-4-10-101451-7
- 『西東三鬼集』　朝日新聞社〈朝日文庫-現代俳句の世界〉、1984年　ISBN 978-4022609298
- 『西東三鬼全句集』　沖積舎、2001年　ISBN 978-4806015895
- 『西東三鬼句集』　芸林書房〈芸林21世紀文庫〉、2003年　ISBN 978-4768162194
- 『西東三鬼全句集』　角川ソフィア文庫、2017年12月　ISBN 978-4044003265

## 関連文献
- 沢木欣一・鈴木六林男 『新訂俳句シリーズ・人と作品 西東三鬼』 おうふう、1980年
- 大高弘達 『昭和俳句文学アルバム 西東三鬼の世界』 梅里書房、1992年
- 松尾正光編 『俳句四季増刊　西東三鬼の世界 保存版』 1997年
- 小宮山輝 『西東三鬼の世界―俳句の鬼』 日本文教出版、2003年